# Mohamed El Sayed (pugile)
Mohamed El Sayed (in arabo محمد السيد‎?; Il Cairo, 22 aprile 1973) è un pugile e attore egiziano che ha gareggiato nella categoria dei pesi massimi ai Giochi olimpici di Atene 2004.

## Carriera
Nel 2003 conquistò la medaglia d'argento agli VIII Giochi panafricani a Abuja, in Nigeria, quando perse la finale locale contro Emmanuel Izonritei.
Alle Olimpiadi di Atene 2004 partecipò alle semifinali, ma fu fermato quando un test medico rivelò che aveva un braccio rotto. Quindi ricevette la medaglia di bronzo.

## Risultati olimpici
- Sconfitto da Igor Alborov (Kazakistan) 18-18, a decidere è stata la decisione countback
- Sconfitto da Adam Forsyth (Australia) 27-12
- Sconfitto da Viktar Zueŭ (Bielorussia) sconfitta per squalifica

## Filmografia parziale

Mohamed El Sayed in Chiedimi se sono felice (2000)

In Italia, El Sayed ha lavorato come attore in alcune delle più note pellicole del trio comico Aldo, Giovanni e Giacomo, tra cui:
- Tre uomini e una gamba, regia di Aldo, Giovanni e Giacomo e Massimo Venier (1997)
- Così è la vita, regia di Aldo, Giovanni e Giacomo e Massimo Venier (1998)
- Chiedimi se sono felice, regia di Aldo, Giovanni e Giacomo  e Massimo Venier (2000)

Il suo personaggio, accreditato nei titoli di coda come Gaber, svolge spesso lavori umili. Tuttavia la sua presenza in scena si rivela fondamentale in alcuni passaggi chiave della trama.